# Regodeigón
Regodeigón (llamada oficialmente San Cristovo de Regodeigón) es una parroquia del municipio español de Ribadavia, en la provincia de Orense, Galicia.

## Toponimia
La parroquia también es conocida por el nombre de San Cristóbal de Regodeigón.

## Organización territorial
La parroquia está formada por una entidad de población:
- San Cristóbal (San Cristovo)

## Demografía
| Gráfica de evolución demográfica de Regodeigón entre 2000 y 2023 |
|                                                                  |
| Datos según el nomenclátor publicado por el INE.                 |